# Qatar Ladies Open
Qatar Open er en professionel tennisturnering for kvinder, som hvert år i februar måned afvikles i Khalifa International Tennis and Squash Complex i Doha, Qatar, og som pt. på grund af et sponsorat afvikles under navnet Qatar TotalEnergies Open. Turneringen blev første gang spillet i 2001, og den arrangeres af Qatar Tennis Federation.
Turneringen er en del af WTA Tour, hvor den tilhører den højeste kategori, WTA 1000.
Indtil 2023 skiftedes Qatar Open med Dubai Tennis Championships til at været placeret i kategorierne WTA 1000 og WTA 500, således at Qatar Open var en WTA 1000-turnering i lige årstal og en WTA 500-turnering i ulige årstal. Det betød, at turneringens præmiesum i lige årstal var omkring $ 3.000.000, mens den i ulige år blot androg ca. $ 800.000, samt at deltagerfeltet i lige år var væsentligt stærkere end i ulige år.
Der spilles to rækker: damesingle og damedouble. 
Fem spillere har gennem tiden vundet damesingletitlen mere end en gang. Iga Świątek (2022, 2023, 2024) har vundet titlen tre gange, mens Anastasija Myskina (2003, 2004), Marija Sjarapova (2005, 2008), Viktorija Azarenka (2012, 2013) og Petra Kvitová (2018, 2021) alle vundet titlen to gange. Myskina, Azaranka og Świątek er de eneste, der har sejret to år i træk, men Świątek er den eneste med tre titler i træk.
Ti spillere har vundet damedoubletitlen to gange: Květa Peschke (2008, 2011), Roberta Vinci (2001, 2013), Abigail Spears (2015, 2017), Katarina Srebotnik (2011, 2017), Chan Hao-Ching (2017, 2019), Latisha Chan (2017, 2019), Hsieh Su-Wei (2014, 2020), Coco Gauff (2022, 2023), Jessica Pegula (2022, 2023) og Demi Schuurs (2021, 2024). For alle spillerne, undtaget Chan-søstrene samt Gauff og Pegula, gælder, at deres to titler blev vundet med to forskellige makkere. Peschke var den eneste, der med held havde forsvaret en titel, idet hun i 2011 sammen med Srebotnik forsvarede den titel, hun i 2008 havde vundet sammen med Rennae Stubbs (turneringen blev ikke spillet i 2009 og 2010), indtil Coco Gauff og Jessica Pegula vandt titlen to år i træk i 2022 og 2023.

## Historie

### Kategorier og præmier
| 2001 | WTA Tier III  | $ 170.000   | $ 27.000  | $ 14.500  | $ 7.500   | $ 4.000  | $ 8.000   | $ 4.250  | $ 2.250  |
| 2002 | WTA Tier III  | $ 170.000   | $ 27.000  | $ 14.500  | $ 7.500   | $ 4.000  | $ 8.000   | $ 4.250  | $ 2.250  |
| 2003 | WTA Tier III  | $ 170.000   | $ 27.000  | $ 14.500  | $ 7.500   | $ 4.000  | $ 8.000   | $ 4.250  | $ 2.250  |
| 2004 | WTA Tier II   | $ 600.000   | $ 94.000  | $ 50.300  | $ 26.950  | $ 14.400 | $ 29.500  | $ 15.800 | $ 8.450  |
| 2005 | WTA Tier II   | $ 600.000   | $ 94.000  | $ 50.300  | $ 26.950  | $ 14.400 | $ 31.000  | $ 16.500 | $ 8.800  |
| 2006 | WTA Tier II   | $ 600.000   | $ 95.500  | $ 51.000  | $ 27.300  | $ 14.600 | $ 30.000  | $ 16.120 | $ 8.620  |
| 2007 | WTA Tier II   | $ 1.340.000 | $ 222.000 | $ 117.000 | $ 61.700  | $ 32.545 | $ 70.000  | $ 36.920 | $ 19.480 |
| 2008 | WTA Tier I    | $ 2.500.000 | $ 414.000 | $ 211.000 | $ 107.500 | $ 54.780 | $ 124.200 | $ 63.310 | $ 32.250 |
| 2011 | WTA Premier   | $ 721.000   | $ 111.000 | $ 60.700  | $ 32.500  | $ 17.300 | $ 35.500  | $ 18.500 | $ 9.600  |
| 2012 | WTA Premier 5 | $ 2.168.400 | $ 385.000 | $ 192.000 | $ 96.100  | $ 44.250 | $ 110.000 | $ 55.000 | $ 27.525 |
| 2013 | WTA Premier 5 | $ 2.369.000 | $ 426.000 | $ 213.000 | $ 106.435 | $ 49.040 | $ 122.000 | $ 61.600 | $ 30.490 |
| 2014 | WTA Premier 5 | $ 2.440.070 | $ 441.000 | $ 220.200 | $ 110.100 | $ 50.700 | $ 126.000 | $ 63.750 | $ 31.665 |
| 2015 | WTA Premier   | $ 731.000   | $ 124.000 | $ 66.400  | $ 35.465  | $ 19.065 | $ 39.000  | $ 20.650 | $ 11.360 |
| 2016 | WTA Premier 5 | $ 2.818.000 | $ 518.500 | $ 259.300 | $ 129.520 | $ 59.730 | $ 148.300 | $ 75.010 | $ 37.130 |
| 2017 | WTA Premier   | $ 776.000   | $ 132.740 | $ 70.880  | $ 36.850  | $ 20.350 | $ 41.520  | $ 22.180 | $ 12.120 |
| 2018 | WTA Premier 5 | $ 3.173.000 | $ 591.750 | $ 295.900 | $ 147.750 | $ 68.125 | $ 169.280 | $ 85.600 | $ 42.360 |
| 2019 | WTA Premier   | $ 916.131   | $ 158.985 | $ 84.850  | $ 45.320  | $ 24.360 | $ 49.700  | $ 26.546 | $ 14.510 |
| 2020 | WTA Premier 5 | $ 3.240.445 | $ 605.000 | $ 304.500 | $ 151.515 | $ 69.775 | $ 172.000 | $ 87.000 | $ 43.500 |
| 2021 | WTA 500       | $ 565.530   | $ 68.570  | $ 51.000  | $ 32.400  | $ 15.500 | $ 25.230  | $ 17.750 | $ 10.000 |
| 2022 | WTA 1000      | $ 2.331.698 | $ 380.000 | $ 224.000 | $ 115.289 | $ 53.000 | $ 111.000 | $ 62.400 | $ 34.300 |
| 2023 | WTA 500       | $ 780.637   | $ 120.150 | $ 74.161  | $ 43.322  | $ 21.075 | $ 40.100  | $ 24.300 | $ 13.900 |
| 2024 | WTA 1000      | $ 3.211.715 | $ 523.485 | $ 308.320 | $ 158.944 | $ 72.965 | $ 154.160 | $ 86.710 | $ 46.570 |

### Underlag
- 2001-08: Rebound Ace
- 2011-?: Plexipave
- 2014-: Plexicushion

## Vindere og finalister

### Damesingle
| År      | Mestre                   | Finalister          | Score             |
| ------- | ------------------------ | ------------------- | ----------------- |
| 2001    | Martina Hingis (1)       | Sandrine Testud     | 6–3, 6–2          |
| 2002    | Monica Seles (1)         | Tamarine Tanasugarn | 7–6(6), 6–3       |
| 2003    | Anastasija Myskina (1)   | Jelena Likhovtseva  | 6–3, 6–1          |
| 2004    | Anastasija Myskina (2)   | Svetlana Kuznetsova | 4–6, 6–4, 6–4     |
| 2005    | Marija Sjarapova (1)     | Alicia Molik        | 4–6, 6–1, 6–4     |
| 2006    | Nadija Petrova (1)       | Amélie Mauresmo     | 6–3, 7–5          |
| 2007    | Justine Henin (1)        | Svetlana Kuznetsova | 6–4, 6–2          |
| 2008    | Marija Sjarapova (2)     | Vera Zvonarjova     | 6–1, 2–6, 6–0     |
| 2009-10 | Ingen turneringer        | Ingen turneringer   | Ingen turneringer |
| 2011    | Vera Zvonarjova (1)      | Caroline Wozniacki  | 6–4, 6–4          |
| 2012    | Viktorija Azarenka (1)   | Samantha Stosur     | 6–1, 6–2          |
| 2013    | Viktorija Azarenka (2)   | Serena Williams     | 7–6(6), 2–6, 6–3  |
| 2014    | Simona Halep (1)         | Angelique Kerber    | 6–2, 6–3          |
| 2015    | Lucie Šafářová (1)       | Viktorija Azarenka  | 6–4, 6–3          |
| 2016    | Carla Suárez Navarro (1) | Jeļena Ostapenko    | 1–6, 6–4, 6–4     |
| 2017    | Karolína Plíšková (1)    | Caroline Wozniacki  | 6–3, 6–4          |
| 2018    | Petra Kvitová (1)        | Garbiñe Muguruza    | 3–6, 6–3, 6–4     |
| 2019    | Elise Mertens (1)        | Simona Halep        | 3–6, 6–4, 6–3     |
| 2020    | Aryna Sabalenka (1)      | Petra Kvitová       | 6–3, 6–3          |
| 2021    | Petra Kvitová (2)        | Garbiñe Muguruza    | 6–2, 6–1          |
| 2022    | Iga Świątek (1)          | Anett Kontaveit     | 6–2, 6–0          |
| 2023    | Iga Świątek (2)          | Jessica Pegula      | 6–3, 6–0          |
| 2024    | Iga Świątek (2)          | Jelena Rybakina     | 7–6(8), 6–2       |

### Damedouble
| År      | Mestre                                           | Finalister                                 | Finaleresultat      |
| ------- | ------------------------------------------------ | ------------------------------------------ | ------------------- |
| 2001    | Sandrine Testud (1) Roberta Vinci (1)            | Kristie Boogert Miriam Oremans             | 7–5, 7–6(4)         |
| 2002    | Janette Husárová (1) Arantxa Sánchez Vicario (1) | Alexandra Fusai Caroline Vis               | 6–3, 6–3            |
| 2003    | Janet Lee (1) Wynne Prakusya (1)                 | María Vento-Kabchi Angelique Widjaja       | 6–1, 6–3            |
| 2004    | Svetlana Kuznetsova (1) Jelena Likhovtseva (1)   | Janette Husárová Conchita Martínez         | 7–6(4), 6–2         |
| 2005    | Francesca Schiavone (1) Alicia Molik (1)         | Cara Black Liezel Huber                    | 6–3, 6–4            |
| 2006    | Daniela Hantuchová (1) Ai Sugiyama (1)           | Li Ting Sun Tiantian                       | 6–4, 6–4            |
| 2007    | Martina Hingis (1) Marija Kirilenko (1)          | Ágnes Szávay Vladimíra Uhlířová            | 6–1, 6–1            |
| 2008    | Květa Peschke (1) Rennae Stubbs (1)              | Cara Black Liezel Huber                    | 6–1, 5–7, [10–7]    |
| 2009-10 | Ingen turneringer                                | Ingen turneringer                          | Ingen turneringer   |
| 2011    | Květa Peschke (2) Katarina Srebotnik (1)         | Liezel Huber Nadija Petrova                | 7–5, 6–7(2), [10–8] |
| 2012    | Liezel Huber (1) Lisa Raymond (1)                | Raquel Kops-Jones Abigail Spears           | 6–3, 6–1            |
| 2013    | Sara Errani (1) Roberta Vinci (2)                | Nadija Petrova Katarina Srebotnik          | 2–6, 6–3, [10–6]    |
| 2014    | Hsieh Su-Wei (1) Peng Shuai (1)                  | Květa Peschke Katarina Srebotnik           | 6–4, 6–0            |
| 2015    | Raquel Kops-Jones (1) Abigail Spears (1)         | Hsieh Su-Wei Sania Mirza                   | 6–4, 6–4            |
| 2016    | Chan Hao-Ching (1) Chan Yung-Jan (1)             | Sara Errani Carla Suárez Navarro           | 6–3, 6–3            |
| 2017    | Abigail Spears (2) Katarina Srebotnik (2)        | Olga Savtjuk Jaroslava Sjvedova            | 6–3, 7–6(7)         |
| 2018    | Gabriela Dabrowski (1) Jeļena Ostapenko (1)      | Andreja Klepač María José Martínez Sánchez | 6–3, 6–3            |
| 2019    | Chan Hao-Ching (2) Latisha Chan (2)              | Anna-Lena Grönefeld Demi Schuurs           | 6–1, 3–6, [10–6]    |
| 2020    | Hsieh Su-Wei (2) Barbora Strýcová (1)            | Gabriela Dabrowski Jeļena Ostapenko        | 6–2, 5–7, [10–2]    |
| 2021    | Nicole Melichar (1) Demi Schuurs (1)             | Monica Niculescu Jeļena Ostapenko          | 6–2, 2–6, [10–8]    |
| 2022    | Coco Gauff (1) Jessica Pegula (1)                | Veronika Kudermetova Elise Mertens         | 3–6, 7–5, [10–5]    |
| 2023    | Coco Gauff (2) Jessica Pegula (2)                | Ljudmyla Kitjenok Jeļena Ostapenko         | 6–4, 2–6, [10–7]    |
| 2024    | Demi Schuurs (2) Luisa Stefani (1)               | Caroline Dolehide Desirae Krawczyk         | 6–4, 6–2            |